# Herb powiatu starogardzkiego
Herb powiatu starogardzkiego – jeden z symboli powiatu starogardzkiego, ustanowiony 30 kwietnia 1999.

## Wygląd i symbolika
Herb przedstawia na tarczy w polu złotym gryfa czarnego trzymającego w łapach tarczę czerwoną, w której korona złota z wychodzącym ze środka krzyżem ponad krzyżem maltańskim (herb Starogardu Gdańskiego).